# Liste des planètes mineures (352001-353000)
Voici la liste des planètes mineures numérotées de 352001 à 353000. Les planètes mineures sont numérotées lorsque leur orbite est confirmée, ce qui peut parfois se produire longtemps après leur découverte. Elles sont classées ici par leur numéro et donc approximativement par leur date de découverte.

## Planètes mineures 352001 à 353000

### 352001-352100
| Nom              | Désignation provisoire | Date de la découverte | Découvreur        |
| ---------------- | ---------------------- | --------------------- | ----------------- |
| (352001)         | 2006 UG221             | 17 octobre 2006       | CSS               |
| (352002)         | 2006 UH227             | 20 octobre 2006       | NEAT              |
| (352003)         | 2006 UA253             | 27 octobre 2006       | Mt. Lemmon Survey |
| (352004)         | 2006 UG253             | 27 octobre 2006       | Mt. Lemmon Survey |
| (352005)         | 2006 UE274             | 27 octobre 2006       | Spacewatch        |
| (352006)         | 2006 UK287             | 29 octobre 2006       | Spacewatch        |
| (352007)         | 2006 UZ289             | 2 octobre 2006        | Mt. Lemmon Survey |
| (352008)         | 2006 UK329             | 23 octobre 2006       | CSS               |
| (352009)         | 2006 UN332             | 21 octobre 2006       | Becker, A. C.     |
| (352010)         | 2006 UR334             | 20 octobre 2006       | Spacewatch        |
| (352011)         | 2006 UG335             | 16 octobre 2006       | Spacewatch        |
| (352012)         | 2006 UM346             | 22 octobre 2006       | Spacewatch        |
| (352013)         | 2006 UT360             | 27 octobre 2006       | CSS               |
| (352014)         | 2006 VC5               | 10 novembre 2006      | Spacewatch        |
| (352015)         | 2006 VP7               | 10 novembre 2006      | Spacewatch        |
| (352016)         | 2006 VB8               | 10 novembre 2006      | Spacewatch        |
| (352017) Juvarra | 2006 VR13              | 12 novembre 2006      | Casulli, V. S.    |
| (352018)         | 2006 VW15              | 9 novembre 2006       | Spacewatch        |
| (352019)         | 2006 VA17              | 9 novembre 2006       | Spacewatch        |
| (352020)         | 2006 VS17              | 9 novembre 2006       | Spacewatch        |
| (352021)         | 2006 VC22              | 10 novembre 2006      | Spacewatch        |
| (352022)         | 2006 VP24              | 10 novembre 2006      | Spacewatch        |
| (352023)         | 2006 VP27              | 27 septembre 2006     | Mt. Lemmon Survey |
| (352024)         | 2006 VB30              | 10 novembre 2006      | Spacewatch        |
| (352025)         | 2006 VJ36              | 11 novembre 2006      | CSS               |
| (352026)         | 2006 VM45              | 12 octobre 2006       | Spacewatch        |
| (352027)         | 2006 VS54              | 11 novembre 2006      | Spacewatch        |
| (352028)         | 2006 VE56              | 11 novembre 2006      | Spacewatch        |
| (352029)         | 2006 VR58              | 11 novembre 2006      | Spacewatch        |
| (352030)         | 2006 VR59              | 22 octobre 2006       | Mt. Lemmon Survey |
| (352031)         | 2006 VX67              | 11 novembre 2006      | Spacewatch        |
| (352032)         | 2006 VA68              | 28 septembre 2006     | Mt. Lemmon Survey |
| (352033)         | 2006 VK73              | 11 novembre 2006      | Spacewatch        |
| (352034)         | 2006 VN73              | 11 novembre 2006      | Mt. Lemmon Survey |
| (352035)         | 2006 VV80              | 12 novembre 2006      | Mt. Lemmon Survey |
| (352036)         | 2006 VT83              | 13 novembre 2006      | Spacewatch        |
| (352037)         | 2006 VU84              | 13 novembre 2006      | Mt. Lemmon Survey |
| (352038)         | 2006 VK86              | 14 novembre 2006      | LINEAR            |
| (352039)         | 2006 VH87              | 14 novembre 2006      | CSS               |
| (352040)         | 2006 VY89              | 14 novembre 2006      | Spacewatch        |
| (352041)         | 2006 VU97              | 23 octobre 2006       | Spacewatch        |
| (352042)         | 2006 VV104             | 31 octobre 2006       | Spacewatch        |
| (352043)         | 2006 VT107             | 13 novembre 2006      | Spacewatch        |
| (352044)         | 2006 VX107             | 13 novembre 2006      | Spacewatch        |
| (352045)         | 2006 VD109             | 13 novembre 2006      | Spacewatch        |
| (352046)         | 2006 VA112             | 13 novembre 2006      | NEAT              |
| (352047)         | 2006 VO129             | 15 novembre 2006      | LINEAR            |
| (352048)         | 2006 VR142             | 14 novembre 2006      | LINEAR            |
| (352049)         | 2006 VX145             | 18 septembre 2006     | CSS               |
| (352050)         | 2006 VH146             | 15 novembre 2006      | CSS               |
| (352051)         | 2006 VN152             | 9 novembre 2006       | NEAT              |
| (352052)         | 2006 VB154             | 4 octobre 2006        | Mt. Lemmon Survey |
| (352053)         | 2006 VO155             | 19 octobre 2006       | CSS               |
| (352054)         | 2006 VT155             | 15 novembre 2006      | CSS               |
| (352055)         | 2006 VR173             | 14 novembre 2006      | Spacewatch        |
| (352056)         | 2006 VX173             | 2 novembre 2006       | Mt. Lemmon Survey |
| (352057)         | 2006 WW33              | 16 novembre 2006      | Spacewatch        |
| (352058)         | 2006 WG36              | 16 novembre 2006      | Spacewatch        |
| (352059)         | 2006 WW36              | 16 novembre 2006      | Spacewatch        |
| (352060)         | 2006 WF50              | 16 novembre 2006      | Mt. Lemmon Survey |
| (352061)         | 2006 WV50              | 16 novembre 2006      | Spacewatch        |
| (352062)         | 2006 WA57              | 16 novembre 2006      | Spacewatch        |
| (352063)         | 2006 WU58              | 17 novembre 2006      | Spacewatch        |
| (352064)         | 2006 WM72              | 18 novembre 2006      | Spacewatch        |
| (352065)         | 2006 WL73              | 18 novembre 2006      | Spacewatch        |
| (352066)         | 2006 WM73              | 18 novembre 2006      | Spacewatch        |
| (352067)         | 2006 WG85              | 18 novembre 2006      | Spacewatch        |
| (352068)         | 2006 WL94              | 19 novembre 2006      | Spacewatch        |
| (352069)         | 2006 WY107             | 29 octobre 2006       | Mt. Lemmon Survey |
| (352070)         | 2006 WH108             | 19 novembre 2006      | LINEAR            |
| (352071)         | 2006 WC111             | 11 novembre 2006      | Spacewatch        |
| (352072)         | 2006 WQ111             | 19 novembre 2006      | Spacewatch        |
| (352073)         | 2006 WW113             | 20 novembre 2006      | CSS               |
| (352074)         | 2006 WB116             | 20 novembre 2006      | LINEAR            |
| (352075)         | 2006 WM128             | 26 novembre 2006      | Yeung, W. K. Y.   |
| (352076)         | 2006 WN130             | 26 novembre 2006      | Dixon, D. S.      |
| (352077)         | 2006 WU132             | 27 octobre 2006       | Mt. Lemmon Survey |
| (352078)         | 2006 WC149             | 16 novembre 2006      | Spacewatch        |
| (352079)         | 2006 WM151             | 21 novembre 2006      | Mt. Lemmon Survey |
| (352080)         | 2006 WN174             | 11 novembre 2006      | Spacewatch        |
| (352081)         | 2006 WT187             | 24 novembre 2006      | Spacewatch        |
| (352082)         | 2006 WG188             | 24 novembre 2006      | Spacewatch        |
| (352083)         | 2006 WB193             | 27 novembre 2006      | Spacewatch        |
| (352084)         | 2006 WH193             | 27 novembre 2006      | Spacewatch        |
| (352085)         | 2006 WZ199             | 16 novembre 2006      | Spacewatch        |
| (352086)         | 2006 XW6               | 9 décembre 2006       | Spacewatch        |
| (352087)         | 2006 XY8               | 9 décembre 2006       | Spacewatch        |
| (352088)         | 2006 XD11              | 10 décembre 2006      | Spacewatch        |
| (352089)         | 2006 XZ22              | 12 décembre 2006      | Spacewatch        |
| (352090)         | 2006 XU23              | 7 août 2005           | Dellinger, J.     |
| (352091)         | 2006 XC31              | 12 décembre 2006      | Kocher, P.        |
| (352092)         | 2006 XC56              | 13 décembre 2006      | Mt. Lemmon Survey |
| (352093)         | 2006 XW63              | 9 décembre 2006       | Spacewatch        |
| (352094)         | 2006 XM71              | 13 décembre 2006      | CSS               |
| (352095)         | 2006 XR71              | 13 décembre 2006      | Spacewatch        |
| (352096)         | 2006 YP10              | 21 décembre 2006      | Mt. Lemmon Survey |
| (352097)         | 2006 YN26              | 21 décembre 2006      | Spacewatch        |
| (352098)         | 2006 YD40              | 22 décembre 2006      | Spacewatch        |
| (352099)         | 2006 YP45              | 21 décembre 2006      | Mt. Lemmon Survey |
| (352100)         | 2006 YM53              | 24 décembre 2006      | Spacewatch        |

### 352101-352200
| Nom                   | Désignation provisoire | Date de la découverte | Découvreur                        |
| --------------------- | ---------------------- | --------------------- | --------------------------------- |
| (352101)              | 2007 AE6               | 8 janvier 2007        | Mt. Lemmon Survey                 |
| (352102)              | 2007 AG12              | 13 janvier 2007       | Balam, D. D.                      |
| (352103)              | 2007 AN20              | 10 janvier 2007       | CSS                               |
| (352104)              | 2007 BA5               | 17 janvier 2007       | Spacewatch                        |
| (352105)              | 2007 BS9               | 17 janvier 2007       | NEAT                              |
| (352106)              | 2007 BB17              | 17 janvier 2007       | Mt. Lemmon Survey                 |
| (352107)              | 2007 BF20              | 23 janvier 2007       | LINEAR                            |
| (352108)              | 2007 BX55              | 24 janvier 2007       | LINEAR                            |
| (352109)              | 2007 BD59              | 21 décembre 2006      | Spacewatch                        |
| (352110)              | 2007 CM22              | 6 février 2007        | Mt. Lemmon Survey                 |
| (352111)              | 2007 CS55              | 13 février 2007       | Mt. Lemmon Survey                 |
| (352112)              | 2007 CO59              | 10 février 2007       | CSS                               |
| (352113)              | 2007 CU59              | 15 janvier 2007       | LONEOS                            |
| (352114)              | 2007 CG65              | 13 février 2007       | Mt. Lemmon Survey                 |
| (352115)              | 2007 DD32              | 17 février 2007       | Spacewatch                        |
| (352116)              | 2007 DU98              | 25 février 2007       | Mt. Lemmon Survey                 |
| (352117)              | 2007 EB39              | 12 mars 2007          | Spacewatch                        |
| (352118)              | 2007 EK56              | 12 mars 2007          | Mt. Lemmon Survey                 |
| (352119)              | 2007 EO139             | 12 mars 2007          | Spacewatch                        |
| (352120)              | 2007 EO141             | 12 mars 2007          | Spacewatch                        |
| (352121)              | 2007 EP182             | 26 février 2007       | Mt. Lemmon Survey                 |
| (352122)              | 2007 EU190             | 13 mars 2007          | CSS                               |
| (352123)              | 2007 EZ198             | 10 mars 2007          | CSS                               |
| (352124)              | 2007 EZ214             | 13 mars 2007          | Spacewatch                        |
| (352125)              | 2007 EJ223             | 11 mars 2007          | Spacewatch                        |
| (352126)              | 2007 FJ46              | 26 mars 2007          | Mt. Lemmon Survey                 |
| (352127)              | 2007 FO49              | 25 mars 2007          | Mt. Lemmon Survey                 |
| (352128)              | 2007 GZ40              | 14 avril 2007         | Spacewatch                        |
| (352129)              | 2007 GO62              | 7 décembre 2005       | Spacewatch                        |
| (352130)              | 2007 GY65              | 11 mars 2007          | Mt. Lemmon Survey                 |
| (352131)              | 2007 GU73              | 15 avril 2007         | CSS                               |
| (352132)              | 2007 HF23              | 18 avril 2007         | Spacewatch                        |
| (352133)              | 2007 HH55              | 22 avril 2007         | Spacewatch                        |
| (352134)              | 2007 HJ61              | 20 avril 2007         | Spacewatch                        |
| (352135)              | 2007 HX68              | 23 avril 2007         | Spacewatch                        |
| (352136)              | 2007 HW77              | 23 avril 2007         | Mt. Lemmon Survey                 |
| (352137)              | 2007 HQ97              | 22 avril 2007         | CSS                               |
| (352138)              | 2007 JN8               | 9 mai 2007            | Mt. Lemmon Survey                 |
| (352139)              | 2007 JL26              | 9 mai 2007            | Spacewatch                        |
| (352140)              | 2007 JV38              | 13 mai 2007           | Mt. Lemmon Survey                 |
| (352141)              | 2007 JB45              | 11 mai 2007           | Mt. Lemmon Survey                 |
| (352142)              | 2007 LB18              | 13 juin 2007          | Spacewatch                        |
| (352143)              | 2007 LR32              | 15 juin 2007          | LINEAR                            |
| (352144)              | 2007 MU12              | 21 juin 2007          | Mt. Lemmon Survey                 |
| (352145)              | 2007 MC17              | 21 juin 2007          | Mt. Lemmon Survey                 |
| (352146)              | 2007 MH27              | 23 juin 2007          | Siding Spring Survey              |
| (352147)              | 2007 OD5               | 23 juillet 2007       | Hoenig, S. F., Teamo, N.          |
| (352148) Tarcisiozani | 2007 PH                | 4 août 2007           | Micheli, M., Pizzetti, G. P.      |
| (352149)              | 2007 PU7               | 7 août 2007           | Broughton, J.                     |
| (352150)              | 2007 PA10              | 8 août 2007           | LINEAR                            |
| (352151)              | 2007 PC10              | 8 août 2007           | LINEAR                            |
| (352152)              | 2007 PZ22              | 11 août 2007          | LINEAR                            |
| (352153)              | 2007 PM24              | 12 août 2007          | LINEAR                            |
| (352154)              | 2007 PV45              | 9 août 2007           | Spacewatch                        |
| (352155)              | 2007 PP47              | 10 août 2007          | Spacewatch                        |
| (352156)              | 2007 PE48              | 11 août 2007          | Siding Spring Survey              |
| (352157)              | 2007 PB50              | 10 août 2007          | Spacewatch                        |
| (352158)              | 2007 QN                | 1er octobre 2003      | LONEOS                            |
| (352159)              | 2007 QS11              | 23 août 2007          | Spacewatch                        |
| (352160)              | 2007 RE                | 1er septembre 2007    | Sarneczky, K., Kiss, L.           |
| (352161)              | 2007 RJ7               | 6 septembre 2007      | Chante-Perdrix                    |
| (352162)              | 2007 RV15              | 12 septembre 2007     | Schwab, E., Kling, R.             |
| (352163)              | 2007 RO19              | 5 septembre 2007      | LUSS                              |
| (352164)              | 2007 RE24              | 3 septembre 2007      | CSS                               |
| (352165)              | 2007 RL24              | 3 septembre 2007      | CSS                               |
| (352166)              | 2007 RM29              | 4 septembre 2007      | CSS                               |
| (352167)              | 2007 RN39              | 8 septembre 2007      | Andrushivka                       |
| (352168)              | 2007 RB41              | 9 août 2007           | LINEAR                            |
| (352169)              | 2007 RE53              | 9 septembre 2007      | Spacewatch                        |
| (352170)              | 2007 RZ66              | 10 septembre 2007     | Mt. Lemmon Survey                 |
| (352171)              | 2007 RP75              | 10 septembre 2007     | Mt. Lemmon Survey                 |
| (352172)              | 2007 RQ78              | 10 septembre 2007     | Mt. Lemmon Survey                 |
| (352173)              | 2007 RF81              | 10 septembre 2007     | CSS                               |
| (352174)              | 2007 RH90              | 10 septembre 2007     | Mt. Lemmon Survey                 |
| (352175)              | 2007 RT93              | 10 septembre 2007     | Spacewatch                        |
| (352176)              | 2007 RM114             | 11 septembre 2007     | Spacewatch                        |
| (352177)              | 2007 RM118             | 11 septembre 2007     | Mt. Lemmon Survey                 |
| (352178)              | 2007 RN125             | 12 septembre 2007     | Spacewatch                        |
| (352179)              | 2007 RP138             | 15 septembre 2007     | Astronomical Research Observatory |
| (352180)              | 2007 RD143             | 5 septembre 2007      | CSS                               |
| (352181)              | 2007 RL147             | 11 septembre 2007     | PMO NEO Survey Program            |
| (352182)              | 2007 RM165             | 10 septembre 2007     | Spacewatch                        |
| (352183)              | 2007 RM173             | 10 septembre 2007     | Spacewatch                        |
| (352184)              | 2007 RZ184             | 13 septembre 2007     | Mt. Lemmon Survey                 |
| (352185)              | 2007 RW189             | 10 septembre 2007     | Spacewatch                        |
| (352186)              | 2007 RN204             | 9 septembre 2007      | Spacewatch                        |
| (352187)              | 2007 RU207             | 10 septembre 2007     | Spacewatch                        |
| (352188)              | 2007 RF213             | 12 septembre 2007     | Mt. Lemmon Survey                 |
| (352189)              | 2007 RK221             | 14 septembre 2007     | CSS                               |
| (352190)              | 2007 RP227             | 10 septembre 2007     | Mt. Lemmon Survey                 |
| (352191)              | 2007 RS230             | 11 septembre 2007     | Spacewatch                        |
| (352192)              | 2007 RD233             | 12 septembre 2007     | CSS                               |
| (352193)              | 2007 RM243             | 15 septembre 2007     | LINEAR                            |
| (352194)              | 2007 RX246             | 12 septembre 2007     | Mt. Lemmon Survey                 |
| (352195)              | 2007 RQ249             | 13 septembre 2007     | CSS                               |
| (352196)              | 2007 RS272             | 15 septembre 2007     | Spacewatch                        |
| (352197)              | 2007 RF277             | 5 septembre 2007      | CSS                               |
| (352198)              | 2007 RT283             | 3 septembre 2007      | CSS                               |
| (352199)              | 2007 RF284             | 10 septembre 2007     | Spacewatch                        |
| (352200)              | 2007 RZ284             | 12 septembre 2007     | Mt. Lemmon Survey                 |

### 352201-352300
| Nom               | Désignation provisoire | Date de la découverte | Découvreur                        |
| ----------------- | ---------------------- | --------------------- | --------------------------------- |
| (352201)          | 2007 RA288             | 10 septembre 2007     | Spacewatch                        |
| (352202)          | 2007 RY289             | 14 septembre 2007     | Mt. Lemmon Survey                 |
| (352203)          | 2007 RF291             | 15 septembre 2007     | Mt. Lemmon Survey                 |
| (352204)          | 2007 RR295             | 14 septembre 2007     | Mt. Lemmon Survey                 |
| (352205)          | 2007 RH311             | 9 septembre 2007      | LONEOS                            |
| (352206)          | 2007 RV312             | 15 septembre 2007     | LONEOS                            |
| (352207)          | 2007 RZ315             | 13 septembre 2007     | CSS                               |
| (352208)          | 2007 SV10              | 21 septembre 2007     | Remanzacco                        |
| (352209)          | 2007 SH11              | 20 septembre 2007     | CSS                               |
| (352210)          | 2007 SB12              | 22 septembre 2007     | Crni Vrh                          |
| (352211)          | 2007 SZ12              | 19 septembre 2007     | Spacewatch                        |
| (352212)          | 2007 SE22              | 24 septembre 2007     | Spacewatch                        |
| (352213)          | 2007 TW2               | 3 octobre 2007        | Yeung, W. K. Y.                   |
| (352214) Szczecin | 2007 TY4               | 2 octobre 2007        | Astronomical Research Observatory |
| (352215)          | 2007 TN18              | 4 octobre 2007        | Tucker, R. A.                     |
| (352216)          | 2007 TJ20              | 5 octobre 2007        | Spacewatch                        |
| (352217)          | 2007 TJ24              | 9 octobre 2007        | Mt. Lemmon Survey                 |
| (352218)          | 2007 TP30              | 4 octobre 2007        | Spacewatch                        |
| (352219)          | 2007 TZ31              | 5 octobre 2007        | Siding Spring Survey              |
| (352220)          | 2007 TB33              | 6 octobre 2007        | Spacewatch                        |
| (352221)          | 2007 TC34              | 6 octobre 2007        | Spacewatch                        |
| (352222)          | 2007 TQ35              | 7 octobre 2007        | CSS                               |
| (352223)          | 2007 TD56              | 4 octobre 2007        | Spacewatch                        |
| (352224)          | 2007 TZ63              | 7 octobre 2007        | Mt. Lemmon Survey                 |
| (352225)          | 2007 TB65              | 7 octobre 2007        | Mt. Lemmon Survey                 |
| (352226)          | 2007 TT65              | 14 septembre 2007     | Mt. Lemmon Survey                 |
| (352227)          | 2007 TV66              | 12 octobre 2007       | Yeung, W. K. Y.                   |
| (352228)          | 2007 TF67              | 3 octobre 2007        | PMO NEO Survey Program            |
| (352229)          | 2007 TD70              | 10 octobre 2007       | Mt. Lemmon Survey                 |
| (352230)          | 2007 TD73              | 14 octobre 2007       | Ries, W.                          |
| (352231)          | 2007 TL78              | 5 octobre 2007        | Spacewatch                        |
| (352232)          | 2007 TJ79              | 5 octobre 2007        | Spacewatch                        |
| (352233)          | 2007 TP82              | 8 octobre 2007        | Mt. Lemmon Survey                 |
| (352234)          | 2007 TR82              | 8 octobre 2007        | Mt. Lemmon Survey                 |
| (352235)          | 2007 TW107             | 4 octobre 2007        | CSS                               |
| (352236)          | 2007 TO111             | 8 octobre 2007        | CSS                               |
| (352237)          | 2007 TY125             | 6 octobre 2007        | Spacewatch                        |
| (352238)          | 2007 TB132             | 7 octobre 2007        | Mt. Lemmon Survey                 |
| (352239)          | 2007 TV134             | 8 octobre 2007        | Spacewatch                        |
| (352240)          | 2007 TZ136             | 8 octobre 2007        | CSS                               |
| (352241)          | 2007 TS137             | 8 octobre 2007        | CSS                               |
| (352242)          | 2007 TG139             | 9 octobre 2007        | Spacewatch                        |
| (352243)          | 2007 TW142             | 14 octobre 2007       | Chante-Perdrix                    |
| (352244)          | 2007 TO143             | 6 octobre 2007        | LINEAR                            |
| (352245)          | 2007 TO150             | 9 octobre 2007        | LINEAR                            |
| (352246)          | 2007 TB161             | 9 octobre 2007        | Chante-Perdrix                    |
| (352247)          | 2007 TQ162             | 11 octobre 2007       | LINEAR                            |
| (352248)          | 2007 TJ163             | 11 octobre 2007       | LINEAR                            |
| (352249)          | 2007 TC165             | 11 octobre 2007       | LINEAR                            |
| (352250)          | 2007 TC168             | 12 octobre 2007       | LINEAR                            |
| (352251)          | 2007 TV169             | 12 octobre 2007       | LINEAR                            |
| (352252)          | 2007 TF172             | 13 octobre 2007       | LINEAR                            |
| (352253)          | 2007 TB174             | 4 octobre 2007        | Spacewatch                        |
| (352254)          | 2007 TJ178             | 10 septembre 2007     | CSS                               |
| (352255)          | 2007 TZ180             | 8 octobre 2007        | LONEOS                            |
| (352256)          | 2007 TS186             | 13 octobre 2007       | LINEAR                            |
| (352257)          | 2007 TQ188             | 4 octobre 2007        | Mt. Lemmon Survey                 |
| (352258)          | 2007 TF195             | 7 octobre 2007        | Mt. Lemmon Survey                 |
| (352259)          | 2007 TG201             | 8 octobre 2007        | Spacewatch                        |
| (352260)          | 2007 TR209             | 11 octobre 2007       | Mt. Lemmon Survey                 |
| (352261)          | 2007 TY213             | 7 octobre 2007        | Spacewatch                        |
| (352262)          | 2007 TU214             | 7 octobre 2007        | Spacewatch                        |
| (352263)          | 2007 TT215             | 7 octobre 2007        | Spacewatch                        |
| (352264)          | 2007 TG222             | 9 octobre 2007        | Spacewatch                        |
| (352265)          | 2007 TJ247             | 9 octobre 2007        | PMO NEO Survey Program            |
| (352266)          | 2007 TM250             | 11 octobre 2007       | Mt. Lemmon Survey                 |
| (352267)          | 2007 TM266             | 7 octobre 2007        | CSS                               |
| (352268)          | 2007 TB269             | 9 octobre 2007        | Spacewatch                        |
| (352269)          | 2007 TD270             | 13 septembre 2002     | NEAT                              |
| (352270)          | 2007 TX278             | 11 octobre 2007       | Mt. Lemmon Survey                 |
| (352271)          | 2007 TC284             | 9 octobre 2007        | Mt. Lemmon Survey                 |
| (352272)          | 2007 TQ285             | 9 octobre 2007        | Mt. Lemmon Survey                 |
| (352273) Turrell  | 2007 TF298             | 11 octobre 2007       | Wasserman, L. H.                  |
| (352274)          | 2007 TZ306             | 8 octobre 2007        | Mt. Lemmon Survey                 |
| (352275)          | 2007 TV310             | 11 octobre 2007       | Spacewatch                        |
| (352276)          | 2007 TQ322             | 11 octobre 2007       | Spacewatch                        |
| (352277)          | 2007 TZ337             | 13 octobre 2007       | CSS                               |
| (352278)          | 2007 TZ350             | 14 octobre 2007       | Mt. Lemmon Survey                 |
| (352279)          | 2007 TS353             | 9 octobre 2007        | Spacewatch                        |
| (352280)          | 2007 TT371             | 18 octobre 2003       | Spacewatch                        |
| (352281)          | 2007 TO372             | 13 octobre 2007       | LONEOS                            |
| (352282)          | 2007 TR372             | 13 octobre 2007       | Ries, W.                          |
| (352283)          | 2007 TN377             | 11 octobre 2007       | Spacewatch                        |
| (352284)          | 2007 TX378             | 13 octobre 2007       | CSS                               |
| (352285)          | 2007 TQ388             | 13 octobre 2007       | CSS                               |
| (352286)          | 2007 TR392             | 15 octobre 2007       | Mt. Lemmon Survey                 |
| (352287)          | 2007 TM396             | 15 octobre 2007       | Spacewatch                        |
| (352288)          | 2007 TS399             | 15 octobre 2007       | Spacewatch                        |
| (352289)          | 2007 TU411             | 12 septembre 2007     | CSS                               |
| (352290)          | 2007 TY413             | 12 février 2004       | Spacewatch                        |
| (352291)          | 2007 TZ413             | 15 janvier 2004       | Spacewatch                        |
| (352292)          | 2007 TG419             | 10 octobre 2007       | LUSS                              |
| (352293)          | 2007 TR419             | 2 octobre 2007        | Siding Spring Survey              |
| (352294)          | 2007 TG421             | 11 octobre 2007       | CSS                               |
| (352295)          | 2007 TG426             | 9 octobre 2007        | Mt. Lemmon Survey                 |
| (352296)          | 2007 TW426             | 9 octobre 2007        | Mt. Lemmon Survey                 |
| (352297)          | 2007 TW429             | 13 octobre 2007       | Mt. Lemmon Survey                 |
| (352298)          | 2007 TT434             | 11 octobre 2007       | CSS                               |
| (352299)          | 2007 TB441             | 10 octobre 2007       | CSS                               |
| (352300)          | 2007 TO442             | 8 octobre 2007        | LONEOS                            |

### 352301-352400
| Nom                     | Désignation provisoire | Date de la découverte | Découvreur        |
| ----------------------- | ---------------------- | --------------------- | ----------------- |
| (352301)                | 2007 TV444             | 15 décembre 1999      | Spacewatch        |
| (352302)                | 2007 TO448             | 8 octobre 2007        | CSS               |
| (352303)                | 2007 TF453             | 15 octobre 2007       | Mt. Lemmon Survey |
| (352304)                | 2007 UT5               | 18 octobre 2007       | Healy, D.         |
| (352305)                | 2007 UF8               | 16 octobre 2007       | CSS               |
| (352306)                | 2007 UB15              | 18 octobre 2007       | Mt. Lemmon Survey |
| (352307)                | 2007 UT25              | 16 octobre 2007       | Spacewatch        |
| (352308)                | 2007 UE36              | 19 octobre 2007       | CSS               |
| (352309)                | 2007 UZ46              | 20 octobre 2007       | CSS               |
| (352310)                | 2007 UM47              | 19 octobre 2007       | CSS               |
| (352311)                | 2007 UP59              | 30 octobre 2007       | Mt. Lemmon Survey |
| (352312)                | 2007 UE62              | 30 octobre 2007       | Mt. Lemmon Survey |
| (352313)                | 2007 UP74              | 31 octobre 2007       | Mt. Lemmon Survey |
| (352314)                | 2007 UR79              | 19 octobre 2007       | Spacewatch        |
| (352315)                | 2007 UF81              | 30 octobre 2007       | Spacewatch        |
| (352316)                | 2007 US82              | 30 octobre 2007       | Spacewatch        |
| (352317)                | 2007 UE86              | 30 octobre 2007       | Spacewatch        |
| (352318)                | 2007 UM91              | 30 octobre 2007       | Mt. Lemmon Survey |
| (352319)                | 2007 UZ103             | 20 octobre 2007       | Mt. Lemmon Survey |
| (352320)                | 2007 UN106             | 31 octobre 2007       | Mt. Lemmon Survey |
| (352321)                | 2007 UG109             | 10 octobre 2007       | Spacewatch        |
| (352322)                | 2007 UQ113             | 31 octobre 2007       | Spacewatch        |
| (352323)                | 2007 UB114             | 31 octobre 2007       | Spacewatch        |
| (352324)                | 2007 UN116             | 30 octobre 2007       | Spacewatch        |
| (352325)                | 2007 US123             | 31 octobre 2007       | CSS               |
| (352326)                | 2007 UX126             | 20 octobre 2007       | Mt. Lemmon Survey |
| (352327)                | 2007 UB128             | 16 octobre 2007       | Mt. Lemmon Survey |
| (352328)                | 2007 UC129             | 16 octobre 2007       | Mt. Lemmon Survey |
| (352329)                | 2007 UW130             | 20 octobre 2007       | Mt. Lemmon Survey |
| (352330)                | 2007 UM136             | 30 octobre 2007       | CSS               |
| (352331)                | 2007 UY139             | 30 octobre 2007       | Spacewatch        |
| (352332)                | 2007 UB142             | 24 octobre 2007       | Mt. Lemmon Survey |
| (352333) Sylvievauclair | 2007 VV                | 1er novembre 2007     | Kocher, P.        |
| (352334)                | 2007 VL7               | 2 novembre 2007       | Hug, G.           |
| (352335)                | 2007 VV12              | 1er novembre 2007     | Spacewatch        |
| (352336)                | 2007 VC14              | 1er novembre 2007     | Mt. Lemmon Survey |
| (352337)                | 2007 VG28              | 10 octobre 2007       | CSS               |
| (352338)                | 2007 VS44              | 1er novembre 2007     | Spacewatch        |
| (352339)                | 2007 VG47              | 1er novembre 2007     | Spacewatch        |
| (352340)                | 2007 VA58              | 1er novembre 2007     | Spacewatch        |
| (352341)                | 2007 VK66              | 2 novembre 2007       | Spacewatch        |
| (352342)                | 2007 VA74              | 3 novembre 2007       | Spacewatch        |
| (352343)                | 2007 VO75              | 8 octobre 2007        | Mt. Lemmon Survey |
| (352344)                | 2007 VL85              | 2 novembre 2007       | LINEAR            |
| (352345)                | 2007 VA86              | 2 novembre 2007       | LINEAR            |
| (352346)                | 2007 VX100             | 2 novembre 2007       | Spacewatch        |
| (352347)                | 2007 VW105             | 3 novembre 2007       | Spacewatch        |
| (352348)                | 2007 VB108             | 3 novembre 2007       | Spacewatch        |
| (352349)                | 2007 VG110             | 3 novembre 2007       | Spacewatch        |
| (352350)                | 2007 VT124             | 5 novembre 2007       | Mt. Lemmon Survey |
| (352351)                | 2007 VQ133             | 2 novembre 2007       | CSS               |
| (352352)                | 2007 VN136             | 12 octobre 2007       | Spacewatch        |
| (352353)                | 2007 VW166             | 5 novembre 2007       | Mt. Lemmon Survey |
| (352354)                | 2007 VY167             | 5 novembre 2007       | Spacewatch        |
| (352355)                | 2007 VX170             | 7 novembre 2007       | Spacewatch        |
| (352356)                | 2007 VB183             | 8 novembre 2007       | CSS               |
| (352357)                | 2007 VA185             | 11 novembre 2007      | BATTeRS           |
| (352358)                | 2007 VO190             | 5 novembre 2007       | Spacewatch        |
| (352359)                | 2007 VP190             | 5 novembre 2007       | Spacewatch        |
| (352360)                | 2007 VX203             | 9 novembre 2007       | Spacewatch        |
| (352361)                | 2007 VD205             | 9 novembre 2007       | Mt. Lemmon Survey |
| (352362)                | 2007 VJ206             | 9 novembre 2007       | Mt. Lemmon Survey |
| (352363)                | 2007 VH210             | 9 novembre 2007       | Spacewatch        |
| (352364)                | 2007 VN214             | 9 novembre 2007       | Spacewatch        |
| (352365)                | 2007 VB216             | 9 novembre 2007       | Spacewatch        |
| (352366)                | 2007 VO216             | 9 novembre 2007       | Spacewatch        |
| (352367)                | 2007 VS233             | 8 novembre 2007       | Spacewatch        |
| (352368)                | 2007 VR242             | 12 novembre 2007      | CSS               |
| (352369)                | 2007 VH243             | 13 novembre 2007      | Mt. Lemmon Survey |
| (352370)                | 2007 VG244             | 15 novembre 2007      | OAM               |
| (352371)                | 2007 VL254             | 15 novembre 2007      | CSS               |
| (352372)                | 2007 VA255             | 11 novembre 2007      | Mt. Lemmon Survey |
| (352373)                | 2007 VG260             | 15 novembre 2007      | LONEOS            |
| (352374)                | 2007 VM263             | 13 novembre 2007      | Spacewatch        |
| (352375)                | 2007 VM269             | 14 novembre 2007      | LINEAR            |
| (352376)                | 2007 VF278             | 14 novembre 2007      | Spacewatch        |
| (352377)                | 2007 VL286             | 14 novembre 2007      | Spacewatch        |
| (352378)                | 2007 VW294             | 14 novembre 2007      | Spacewatch        |
| (352379)                | 2007 VD298             | 11 novembre 2007      | CSS               |
| (352380)                | 2007 VE299             | 11 novembre 2007      | LONEOS            |
| (352381)                | 2007 VF304             | 7 novembre 2007       | CSS               |
| (352382)                | 2007 VU309             | 3 novembre 2007       | Mt. Lemmon Survey |
| (352383)                | 2007 VN318             | 7 novembre 2007       | Spacewatch        |
| (352384)                | 2007 VZ323             | 5 novembre 2007       | LINEAR            |
| (352385)                | 2007 VD328             | 8 novembre 2007       | LINEAR            |
| (352386)                | 2007 VO331             | 6 novembre 2007       | Spacewatch        |
| (352387)                | 2007 VP331             | 7 novembre 2007       | Spacewatch        |
| (352388)                | 2007 WB6               | 17 novembre 2007      | LINEAR            |
| (352389)                | 2007 WP8               | 8 novembre 2007       | Spacewatch        |
| (352390)                | 2007 WK11              | 17 octobre 2007       | Mt. Lemmon Survey |
| (352391)                | 2007 WG15              | 18 novembre 2007      | Mt. Lemmon Survey |
| (352392)                | 2007 WM22              | 17 novembre 2007      | Spacewatch        |
| (352393)                | 2007 WV36              | 19 janvier 2004       | Spacewatch        |
| (352394)                | 2007 WQ38              | 19 novembre 2007      | Mt. Lemmon Survey |
| (352395)                | 2007 WM51              | 20 novembre 2007      | Mt. Lemmon Survey |
| (352396)                | 2007 WG56              | 29 novembre 2007      | Hug, G.           |
| (352397)                | 2007 WS62              | 18 novembre 2007      | Mt. Lemmon Survey |
| (352398)                | 2007 WA63              | 19 novembre 2007      | Mt. Lemmon Survey |
| (352399)                | 2007 XY1               | 9 novembre 2007       | Spacewatch        |
| (352400)                | 2007 XM5               | 4 décembre 2007       | Spacewatch        |

### 352401-352500
| Nom      | Désignation provisoire | Date de la découverte | Découvreur                        |
| -------- | ---------------------- | --------------------- | --------------------------------- |
| (352401) | 2007 XS9               | 5 décembre 2007       | OAM                               |
| (352402) | 2007 XS14              | 5 décembre 2007       | Mt. Lemmon Survey                 |
| (352403) | 2007 XU14              | 5 décembre 2007       | Mt. Lemmon Survey                 |
| (352404) | 2007 XC19              | 12 décembre 2007      | LINEAR                            |
| (352405) | 2007 XJ26              | 14 décembre 2007      | Spacewatch                        |
| (352406) | 2007 XG30              | 15 décembre 2007      | CSS                               |
| (352407) | 2007 XC40              | 13 décembre 2007      | LINEAR                            |
| (352408) | 2007 XG41              | 14 décembre 2007      | LINEAR                            |
| (352409) | 2007 XH41              | 14 décembre 2007      | LINEAR                            |
| (352410) | 2007 XJ42              | 14 décembre 2007      | Mt. Lemmon Survey                 |
| (352411) | 2007 XF52              | 6 décembre 2007       | Spacewatch                        |
| (352412) | 2007 XX52              | 15 décembre 2007      | Mt. Lemmon Survey                 |
| (352413) | 2007 XZ52              | 4 décembre 2007       | CSS                               |
| (352414) | 2007 XF53              | 5 décembre 2007       | Mt. Lemmon Survey                 |
| (352415) | 2007 XX53              | 14 décembre 2007      | Astronomical Research Observatory |
| (352416) | 2007 XJ56              | 16 août 2001          | NEAT                              |
| (352417) | 2007 XA58              | 5 décembre 2007       | Spacewatch                        |
| (352418) | 2007 YN13              | 17 décembre 2007      | Mt. Lemmon Survey                 |
| (352419) | 2007 YR17              | 5 décembre 2007       | Spacewatch                        |
| (352420) | 2007 YO20              | 16 décembre 2007      | Spacewatch                        |
| (352421) | 2007 YM22              | 16 décembre 2007      | Spacewatch                        |
| (352422) | 2007 YZ35              | 30 décembre 2007      | Mt. Lemmon Survey                 |
| (352423) | 2007 YJ43              | 30 décembre 2007      | Spacewatch                        |
| (352424) | 2007 YV45              | 30 décembre 2007      | Mt. Lemmon Survey                 |
| (352425) | 2007 YY48              | 28 décembre 2007      | Spacewatch                        |
| (352426) | 2007 YF64              | 31 décembre 2007      | Spacewatch                        |
| (352427) | 2007 YL66              | 30 décembre 2007      | Mt. Lemmon Survey                 |
| (352428) | 2007 YW72              | 19 décembre 2007      | CSS                               |
| (352429) | 2007 YC73              | 20 décembre 2007      | Mt. Lemmon Survey                 |
| (352430) | 2007 YB74              | 31 décembre 2007      | CSS                               |
| (352431) | 2008 AY4               | 7 janvier 2008        | LUSS                              |
| (352432) | 2008 AY12              | 10 janvier 2008       | Mt. Lemmon Survey                 |
| (352433) | 2008 AV13              | 10 janvier 2008       | Mt. Lemmon Survey                 |
| (352434) | 2008 AZ16              | 10 janvier 2008       | Spacewatch                        |
| (352435) | 2008 AO20              | 10 janvier 2008       | Mt. Lemmon Survey                 |
| (352436) | 2008 AK21              | 10 janvier 2008       | Mt. Lemmon Survey                 |
| (352437) | 2008 AS23              | 10 janvier 2008       | Mt. Lemmon Survey                 |
| (352438) | 2008 AB25              | 10 janvier 2008       | Mt. Lemmon Survey                 |
| (352439) | 2008 AN27              | 10 janvier 2008       | Mt. Lemmon Survey                 |
| (352440) | 2008 AR28              | 11 janvier 2008       | CSS                               |
| (352441) | 2008 AP34              | 10 janvier 2008       | Spacewatch                        |
| (352442) | 2008 AM35              | 10 janvier 2008       | Spacewatch                        |
| (352443) | 2008 AD36              | 10 janvier 2008       | Spacewatch                        |
| (352444) | 2008 AR40              | 10 janvier 2008       | Mt. Lemmon Survey                 |
| (352445) | 2008 AY41              | 10 janvier 2008       | Mt. Lemmon Survey                 |
| (352446) | 2008 AF43              | 10 janvier 2008       | CSS                               |
| (352447) | 2008 AB45              | 10 janvier 2008       | CSS                               |
| (352448) | 2008 AU49              | 11 janvier 2008       | Spacewatch                        |
| (352449) | 2008 AM54              | 11 janvier 2008       | Spacewatch                        |
| (352450) | 2008 AE59              | 11 janvier 2008       | Spacewatch                        |
| (352451) | 2008 AU65              | 11 janvier 2008       | Spacewatch                        |
| (352452) | 2008 AF68              | 11 janvier 2008       | Spacewatch                        |
| (352453) | 2008 AN69              | 11 janvier 2008       | Spacewatch                        |
| (352454) | 2008 AO73              | 10 janvier 2008       | Spacewatch                        |
| (352455) | 2008 AW75              | 11 janvier 2008       | Spacewatch                        |
| (352456) | 2008 AQ78              | 12 janvier 2008       | Spacewatch                        |
| (352457) | 2008 AB84              | 15 janvier 2008       | Spacewatch                        |
| (352458) | 2008 AU84              | 5 janvier 2008        | Nyukasa                           |
| (352459) | 2008 AQ85              | 13 janvier 2008       | Spacewatch                        |
| (352460) | 2008 AA86              | 28 septembre 2006     | CSS                               |
| (352461) | 2008 AW94              | 14 janvier 2008       | Spacewatch                        |
| (352462) | 2008 AN100             | 14 janvier 2008       | Spacewatch                        |
| (352463) | 2008 AA102             | 19 septembre 2006     | CSS                               |
| (352464) | 2008 AS106             | 15 janvier 2008       | Spacewatch                        |
| (352465) | 2008 AO108             | 15 janvier 2008       | Spacewatch                        |
| (352466) | 2008 AL111             | 15 janvier 2008       | Spacewatch                        |
| (352467) | 2008 AC115             | 12 janvier 2008       | Spacewatch                        |
| (352468) | 2008 AC117             | 1er janvier 2008      | Spacewatch                        |
| (352469) | 2008 AU126             | 10 janvier 2008       | Mt. Lemmon Survey                 |
| (352470) | 2008 AJ130             | 30 septembre 2006     | CSS                               |
| (352471) | 2008 AY136             | 15 octobre 2006       | Spacewatch                        |
| (352472) | 2008 BN                | 16 janvier 2008       | Mt. Lemmon Survey                 |
| (352473) | 2008 BD2               | 17 janvier 2008       | Spacewatch                        |
| (352474) | 2008 BZ2               | 21 janvier 2008       | Mt. Lemmon Survey                 |
| (352475) | 2008 BD4               | 16 janvier 2008       | Spacewatch                        |
| (352476) | 2008 BJ5               | 16 janvier 2008       | Spacewatch                        |
| (352477) | 2008 BL16              | 29 janvier 2008       | OAM                               |
| (352478) | 2008 BV19              | 30 janvier 2008       | Spacewatch                        |
| (352479) | 2008 BO31              | 30 janvier 2008       | Mt. Lemmon Survey                 |
| (352480) | 2008 BH32              | 30 janvier 2008       | Mt. Lemmon Survey                 |
| (352481) | 2008 BN33              | 30 janvier 2008       | Spacewatch                        |
| (352482) | 2008 BG40              | 30 janvier 2008       | LINEAR                            |
| (352483) | 2008 BR41              | 30 janvier 2008       | CSS                               |
| (352484) | 2008 BD48              | 16 janvier 2008       | Spacewatch                        |
| (352485) | 2008 BD49              | 30 janvier 2008       | Mt. Lemmon Survey                 |
| (352486) | 2008 BW49              | 30 janvier 2008       | Mt. Lemmon Survey                 |
| (352487) | 2008 BZ50              | 30 janvier 2008       | Mt. Lemmon Survey                 |
| (352488) | 2008 BS53              | 30 janvier 2008       | Spacewatch                        |
| (352489) | 2008 CF4               | 2 février 2008        | Spacewatch                        |
| (352490) | 2008 CO4               | 2 février 2008        | Mt. Lemmon Survey                 |
| (352491) | 2008 CS4               | 2 février 2008        | Mt. Lemmon Survey                 |
| (352492) | 2008 CL5               | 5 février 2008        | OAM                               |
| (352493) | 2008 CG8               | 2 février 2008        | Spacewatch                        |
| (352494) | 2008 CL10              | 2 février 2008        | Spacewatch                        |
| (352495) | 2008 CV10              | 3 février 2008        | CSS                               |
| (352496) | 2008 CF14              | 3 février 2008        | Spacewatch                        |
| (352497) | 2008 CM15              | 3 février 2008        | Spacewatch                        |
| (352498) | 2008 CL16              | 3 février 2008        | Spacewatch                        |
| (352499) | 2008 CK28              | 2 février 2008        | Spacewatch                        |
| (352500) | 2008 CP29              | 2 février 2008        | Spacewatch                        |

### 352501-352600
| Nom      | Désignation provisoire | Date de la découverte | Découvreur             |
| -------- | ---------------------- | --------------------- | ---------------------- |
| (352501) | 2008 CC37              | 2 février 2008        | Spacewatch             |
| (352502) | 2008 CQ37              | 2 février 2008        | Spacewatch             |
| (352503) | 2008 CL52              | 7 février 2008        | Spacewatch             |
| (352504) | 2008 CX62              | 8 février 2008        | Mt. Lemmon Survey      |
| (352505) | 2008 CA69              | 7 février 2008        | Ferrando, R.           |
| (352506) | 2008 CF74              | 9 février 2008        | CSS                    |
| (352507) | 2008 CO74              | 7 février 2008        | LINEAR                 |
| (352508) | 2008 CY74              | 10 février 2008       | Bickel, W.             |
| (352509) | 2008 CP75              | 10 février 2008       | OAM                    |
| (352510) | 2008 CZ81              | 22 octobre 2006       | CSS                    |
| (352511) | 2008 CN83              | 3 février 2008        | Spacewatch             |
| (352512) | 2008 CJ87              | 7 février 2008        | Mt. Lemmon Survey      |
| (352513) | 2008 CM89              | 7 février 2008        | Spacewatch             |
| (352514) | 2008 CL95              | 8 février 2008        | Mt. Lemmon Survey      |
| (352515) | 2008 CP98              | 9 février 2008        | Spacewatch             |
| (352516) | 2008 CO99              | 9 février 2008        | Spacewatch             |
| (352517) | 2008 CJ110             | 9 février 2008        | PMO NEO Survey Program |
| (352518) | 2008 CN113             | 10 février 2008       | Spacewatch             |
| (352519) | 2008 CU117             | 11 février 2008       | Kugel, F.              |
| (352520) | 2008 CC118             | 12 février 2008       | Apitzsch, R.           |
| (352521) | 2008 CX120             | 6 février 2008        | CSS                    |
| (352522) | 2008 CP127             | 8 février 2008        | Spacewatch             |
| (352523) | 2008 CO130             | 8 février 2008        | Spacewatch             |
| (352524) | 2008 CK134             | 15 janvier 2008       | Mt. Lemmon Survey      |
| (352525) | 2008 CR137             | 8 février 2008        | Spacewatch             |
| (352526) | 2008 CF141             | 1er février 2008      | Spacewatch             |
| (352527) | 2008 CT144             | 9 février 2008        | Spacewatch             |
| (352528) | 2008 CO148             | 9 février 2008        | Mt. Lemmon Survey      |
| (352529) | 2008 CK149             | 9 février 2008        | Spacewatch             |
| (352530) | 2008 CW150             | 9 février 2008        | Spacewatch             |
| (352531) | 2008 CF155             | 9 février 2008        | Mt. Lemmon Survey      |
| (352532) | 2008 CD156             | 9 février 2008        | Mt. Lemmon Survey      |
| (352533) | 2008 CX164             | 10 février 2008       | Mt. Lemmon Survey      |
| (352534) | 2008 CP176             | 7 février 2008        | LINEAR                 |
| (352535) | 2008 CD178             | 11 octobre 2007       | Mt. Lemmon Survey      |
| (352536) | 2008 CT178             | 6 février 2008        | LONEOS                 |
| (352537) | 2008 CG179             | 14 octobre 2007       | Mt. Lemmon Survey      |
| (352538) | 2008 CN179             | 6 février 2008        | PMO NEO Survey Program |
| (352539) | 2008 CM180             | 9 février 2008        | CSS                    |
| (352540) | 2008 CQ180             | 9 février 2008        | CSS                    |
| (352541) | 2008 CW185             | 18 décembre 2007      | Mt. Lemmon Survey      |
| (352542) | 2008 CY190             | 1er février 2008      | Spacewatch             |
| (352543) | 2008 CZ190             | 2 février 2008        | Spacewatch             |
| (352544) | 2008 CX192             | 7 février 2008        | Mt. Lemmon Survey      |
| (352545) | 2008 CD193             | 8 février 2008        | Spacewatch             |
| (352546) | 2008 CZ199             | 7 février 2008        | Mt. Lemmon Survey      |
| (352547) | 2008 CG200             | 10 février 2008       | Mt. Lemmon Survey      |
| (352548) | 2008 CD201             | 13 février 2008       | Spacewatch             |
| (352549) | 2008 CF202             | 3 février 2008        | Spacewatch             |
| (352550) | 2008 CF205             | 13 février 2008       | Spacewatch             |
| (352551) | 2008 CB207             | 12 février 2008       | Spacewatch             |
| (352552) | 2008 CQ209             | 6 février 2008        | CSS                    |
| (352553) | 2008 CY210             | 2 février 2008        | Spacewatch             |
| (352554) | 2008 CT211             | 6 février 2008        | CSS                    |
| (352555) | 2008 CR212             | 8 février 2008        | Mt. Lemmon Survey      |
| (352556) | 2008 CZ212             | 9 février 2008        | Spacewatch             |
| (352557) | 2008 CA213             | 9 février 2008        | Spacewatch             |
| (352558) | 2008 CK213             | 9 février 2008        | Mt. Lemmon Survey      |
| (352559) | 2008 CB214             | 10 février 2008       | Spacewatch             |
| (352560) | 2008 CH214             | 11 février 2008       | Mt. Lemmon Survey      |
| (352561) | 2008 CW214             | 12 février 2008       | Mt. Lemmon Survey      |
| (352562) | 2008 DG1               | 24 février 2008       | Spacewatch             |
| (352563) | 2008 DC3               | 24 février 2008       | Mt. Lemmon Survey      |
| (352564) | 2008 DW8               | 25 février 2008       | Mt. Lemmon Survey      |
| (352565) | 2008 DN10              | 26 février 2008       | Spacewatch             |
| (352566) | 2008 DK12              | 26 février 2008       | Spacewatch             |
| (352567) | 2008 DW13              | 26 février 2008       | Mt. Lemmon Survey      |
| (352568) | 2008 DS18              | 26 février 2008       | Spacewatch             |
| (352569) | 2008 DT18              | 30 décembre 2007      | Mt. Lemmon Survey      |
| (352570) | 2008 DZ19              | 28 février 2008       | Mt. Lemmon Survey      |
| (352571) | 2008 DJ22              | 28 février 2008       | CSS                    |
| (352572) | 2008 DO22              | 10 février 2008       | CSS                    |
| (352573) | 2008 DS23              | 24 février 2008       | Spacewatch             |
| (352574) | 2008 DT24              | 28 février 2008       | Mt. Lemmon Survey      |
| (352575) | 2008 DF54              | 27 février 2008       | LONEOS                 |
| (352576) | 2008 DA55              | 29 février 2008       | CSS                    |
| (352577) | 2008 DD55              | 26 février 2008       | Spacewatch             |
| (352578) | 2008 DN55              | 26 février 2008       | Mt. Lemmon Survey      |
| (352579) | 2008 DD59              | 27 février 2008       | Spacewatch             |
| (352580) | 2008 DJ60              | 28 février 2008       | Spacewatch             |
| (352581) | 2008 DC70              | 28 février 2008       | CSS                    |
| (352582) | 2008 DG70              | 18 février 2008       | CSS                    |
| (352583) | 2008 DA72              | 26 février 2008       | Spacewatch             |
| (352584) | 2008 DF87              | 28 février 2008       | Mt. Lemmon Survey      |
| (352585) | 2008 EJ8               | 3 mars 2008           | OAM                    |
| (352586) | 2008 EZ10              | 27 avril 2003         | LONEOS                 |
| (352587) | 2008 ER11              | 1er mars 2008         | Spacewatch             |
| (352588) | 2008 ED20              | 2 mars 2008           | Spacewatch             |
| (352589) | 2008 EG21              | 2 mars 2008           | Spacewatch             |
| (352590) | 2008 ES22              | 3 mars 2008           | CSS                    |
| (352591) | 2008 ED24              | 18 février 2008       | Mt. Lemmon Survey      |
| (352592) | 2008 EL27              | 4 mars 2008           | Mt. Lemmon Survey      |
| (352593) | 2008 ET28              | 4 mars 2008           | Mt. Lemmon Survey      |
| (352594) | 2008 EA41              | 4 mars 2008           | CSS                    |
| (352595) | 2008 EP42              | 4 mars 2008           | Mt. Lemmon Survey      |
| (352596) | 2008 EW48              | 6 mars 2008           | Spacewatch             |
| (352597) | 2008 ET49              | 6 mars 2008           | Spacewatch             |
| (352598) | 2008 ER52              | 6 mars 2008           | Spacewatch             |
| (352599) | 2008 EZ55              | 7 mars 2008           | Mt. Lemmon Survey      |
| (352600) | 2008 EB56              | 7 mars 2008           | Mt. Lemmon Survey      |

### 352601-352700
| Nom               | Désignation provisoire | Date de la découverte | Découvreur              |
| ----------------- | ---------------------- | --------------------- | ----------------------- |
| (352601)          | 2008 ER56              | 7 mars 2008           | CSS                     |
| (352602)          | 2008 EN69              | 7 mars 2008           | Spacewatch              |
| (352603)          | 2008 EK79              | 8 mars 2008           | CSS                     |
| (352604)          | 2008 ES87              | 10 mars 2008          | CSS                     |
| (352605)          | 2008 EH90              | 14 mars 2008          | LINEAR                  |
| (352606)          | 2008 ET90              | 2 mars 2008           | Mt. Lemmon Survey       |
| (352607)          | 2008 EX92              | 6 mars 2008           | CSS                     |
| (352608)          | 2008 EX93              | 3 mars 2008           | Mt. Lemmon Survey       |
| (352609)          | 2008 EA94              | 3 mars 2008           | PMO NEO Survey Program  |
| (352610)          | 2008 EF97              | 7 mars 2008           | Mt. Lemmon Survey       |
| (352611)          | 2008 EE101             | 11 février 2008       | Mt. Lemmon Survey       |
| (352612)          | 2008 EH136             | 28 février 2008       | Spacewatch              |
| (352613)          | 2008 EC138             | 11 mars 2008          | CSS                     |
| (352614)          | 2008 EM146             | 5 mars 2008           | Mt. Lemmon Survey       |
| (352615)          | 2008 EA152             | 10 mars 2008          | Spacewatch              |
| (352616)          | 2008 EX168             | 13 mars 2008          | CSS                     |
| (352617)          | 2008 FE1               | 25 mars 2008          | Spacewatch              |
| (352618)          | 2008 FQ1               | 25 mars 2008          | Spacewatch              |
| (352619)          | 2008 FV2               | 25 mars 2008          | Spacewatch              |
| (352620)          | 2008 FG3               | 25 mars 2008          | Spacewatch              |
| (352621)          | 2008 FO6               | 30 mars 2008          | CSS                     |
| (352622)          | 2008 FA7               | 30 mars 2008          | Tozzi, F.               |
| (352623)          | 2008 FH7               | 30 mars 2008          | CSS                     |
| (352624)          | 2008 FQ11              | 26 février 2008       | Mt. Lemmon Survey       |
| (352625)          | 2008 FA16              | 27 mars 2008          | Mt. Lemmon Survey       |
| (352626)          | 2008 FT33              | 28 mars 2008          | Mt. Lemmon Survey       |
| (352627)          | 2008 FD40              | 28 mars 2008          | Spacewatch              |
| (352628)          | 2008 FA41              | 28 mars 2008          | Spacewatch              |
| (352629)          | 2008 FF78              | 27 mars 2008          | Mt. Lemmon Survey       |
| (352630)          | 2008 FX89              | 29 mars 2008          | Mt. Lemmon Survey       |
| (352631)          | 2008 FH115             | 31 mars 2008          | Mt. Lemmon Survey       |
| (352632)          | 2008 FJ122             | 30 mars 2008          | Crni Vrh                |
| (352633)          | 2008 GM31              | 3 avril 2008          | Spacewatch              |
| (352634)          | 2008 GB64              | 5 avril 2008          | CSS                     |
| (352635)          | 2008 GK88              | 6 avril 2008          | Spacewatch              |
| (352636)          | 2008 GW89              | 6 avril 2008          | Mt. Lemmon Survey       |
| (352637)          | 2008 GW108             | 13 avril 2008         | Spacewatch              |
| (352638)          | 2008 GY110             | 3 avril 2008          | CSS                     |
| (352639)          | 2008 GZ110             | 3 avril 2008          | CSS                     |
| (352640)          | 2008 GE111             | 12 avril 2008         | Kugel, F.               |
| (352641)          | 2008 HA62              | 30 avril 2008         | Spacewatch              |
| (352642)          | 2008 JM                | 2 mai 2008            | CSS                     |
| (352643)          | 2008 JB32              | 5 mai 2008            | Mt. Lemmon Survey       |
| (352644)          | 2008 KQ36              | 29 mai 2008           | Spacewatch              |
| (352645)          | 2008 LW2               | 1er juin 2008         | Spacewatch              |
| (352646) Blumbahs | 2008 OZ1               | 25 juillet 2008       | Cernis, K., Eglitis, I. |
| (352647)          | 2008 OD14              | 31 juillet 2008       | OAM                     |
| (352648)          | 2008 OA18              | 30 juillet 2008       | Spacewatch              |
| (352649)          | 2008 OQ22              | 29 juillet 2008       | Spacewatch              |
| (352650)          | 2008 PF9               | 7 août 2008           | Kugel, F.               |
| (352651)          | 2008 QA9               | 25 août 2008          | OAM                     |
| (352652)          | 2008 QR10              | 26 août 2008          | Kugel, F.               |
| (352653)          | 2008 QE17              | 27 août 2008          | OAM                     |
| (352654)          | 2008 QJ24              | 25 août 2008          | Andrushivka             |
| (352655)          | 2008 QX28              | 31 août 2008          | Moletai                 |
| (352656)          | 2008 QR29              | 24 août 2008          | OAM                     |
| (352657)          | 2008 QS33              | 27 août 2008          | OAM                     |
| (352658)          | 2008 QZ33              | 28 août 2008          | OAM                     |
| (352659)          | 2008 RE2               | 2 septembre 2008      | Spacewatch              |
| (352660)          | 2008 RX3               | 2 septembre 2008      | Spacewatch              |
| (352661)          | 2008 RY5               | 2 septembre 2008      | Spacewatch              |
| (352662)          | 2008 RM14              | 4 septembre 2008      | Spacewatch              |
| (352663)          | 2008 RZ16              | 4 septembre 2008      | Spacewatch              |
| (352664)          | 2008 RC23              | 4 septembre 2008      | LINEAR                  |
| (352665)          | 2008 RW56              | 3 septembre 2008      | Spacewatch              |
| (352666)          | 2008 RZ58              | 3 septembre 2008      | Spacewatch              |
| (352667)          | 2008 RA69              | 4 septembre 2008      | Spacewatch              |
| (352668)          | 2008 RQ72              | 6 septembre 2008      | Mt. Lemmon Survey       |
| (352669)          | 2008 RN77              | 6 septembre 2008      | CSS                     |
| (352670)          | 2008 RU87              | 5 septembre 2008      | Spacewatch              |
| (352671)          | 2008 RC95              | 7 septembre 2008      | Mt. Lemmon Survey       |
| (352672)          | 2008 RK99              | 2 septembre 2008      | Spacewatch              |
| (352673)          | 2008 RZ100             | 5 septembre 2008      | Spacewatch              |
| (352674)          | 2008 RR101             | 2 septembre 2008      | Spacewatch              |
| (352675)          | 2008 RO106             | 7 septembre 2008      | Mt. Lemmon Survey       |
| (352676)          | 2008 RO107             | 7 septembre 2008      | Mt. Lemmon Survey       |
| (352677)          | 2008 RQ107             | 8 septembre 2008      | Mt. Lemmon Survey       |
| (352678)          | 2008 RG109             | 2 septembre 2008      | Spacewatch              |
| (352679)          | 2008 RR111             | 4 septembre 2008      | Spacewatch              |
| (352680)          | 2008 RL136             | 4 septembre 2008      | Spacewatch              |
| (352681)          | 2008 SS3               | 22 septembre 2008     | LINEAR                  |
| (352682)          | 2008 ST5               | 22 septembre 2008     | LINEAR                  |
| (352683)          | 2008 SU5               | 22 septembre 2008     | LINEAR                  |
| (352684)          | 2008 SU8               | 22 septembre 2008     | LINEAR                  |
| (352685)          | 2008 SP28              | 19 septembre 2008     | Spacewatch              |
| (352686)          | 2008 SV29              | 19 septembre 2008     | Spacewatch              |
| (352687)          | 2008 SY35              | 20 septembre 2008     | Spacewatch              |
| (352688)          | 2008 SE46              | 20 septembre 2008     | Spacewatch              |
| (352689)          | 2008 SM60              | 20 septembre 2008     | CSS                     |
| (352690)          | 2008 SR74              | 23 septembre 2008     | Mt. Lemmon Survey       |
| (352691)          | 2008 SH84              | 27 septembre 2008     | Tozzi, F.               |
| (352692)          | 2008 SS85              | 19 septembre 2008     | Spacewatch              |
| (352693)          | 2008 SQ88              | 20 septembre 2008     | Spacewatch              |
| (352694)          | 2008 SB100             | 21 septembre 2008     | Spacewatch              |
| (352695)          | 2008 SE105             | 21 septembre 2008     | Spacewatch              |
| (352696)          | 2008 SP105             | 21 septembre 2008     | Spacewatch              |
| (352697)          | 2008 SE106             | 21 septembre 2008     | Spacewatch              |
| (352698)          | 2008 SA107             | 21 septembre 2008     | Spacewatch              |
| (352699)          | 2008 SO117             | 22 septembre 2008     | Mt. Lemmon Survey       |
| (352700)          | 2008 SV118             | 22 septembre 2008     | Mt. Lemmon Survey       |

### 352701-352800
| Nom                   | Désignation provisoire | Date de la découverte | Découvreur                        |
| --------------------- | ---------------------- | --------------------- | --------------------------------- |
| (352701)              | 2008 SE137             | 3 décembre 2005       | Boattini, A.                      |
| (352702)              | 2008 SS138             | 23 septembre 2008     | Spacewatch                        |
| (352703)              | 2008 SO151             | 29 septembre 2008     | Kugel, F.                         |
| (352704) Stevefleming | 2008 SW151             | 26 septembre 2008     | Astronomical Research Observatory |
| (352705)              | 2008 SC152             | 28 septembre 2008     | Schwab, E., Kling, R.             |
| (352706)              | 2008 SF179             | 24 septembre 2008     | Spacewatch                        |
| (352707)              | 2008 SQ179             | 24 septembre 2008     | Mt. Lemmon Survey                 |
| (352708)              | 2008 SH180             | 24 septembre 2008     | Mt. Lemmon Survey                 |
| (352709)              | 2008 SM188             | 25 septembre 2008     | Spacewatch                        |
| (352710)              | 2008 SW189             | 25 septembre 2008     | Spacewatch                        |
| (352711)              | 2008 SZ189             | 25 septembre 2008     | Spacewatch                        |
| (352712)              | 2008 SM191             | 25 septembre 2008     | Mt. Lemmon Survey                 |
| (352713)              | 2008 SH195             | 25 septembre 2008     | Spacewatch                        |
| (352714)              | 2008 SS195             | 25 septembre 2008     | Spacewatch                        |
| (352715)              | 2008 SU202             | 26 septembre 2008     | Spacewatch                        |
| (352716)              | 2008 SF211             | 28 septembre 2008     | CSS                               |
| (352717)              | 2008 SR211             | 28 septembre 2008     | Spacewatch                        |
| (352718)              | 2008 SK217             | 29 septembre 2008     | Mt. Lemmon Survey                 |
| (352719)              | 2008 SU218             | 30 septembre 2008     | OAM                               |
| (352720)              | 2008 SX222             | 25 septembre 2008     | Mt. Lemmon Survey                 |
| (352721)              | 2008 SB225             | 26 septembre 2008     | Spacewatch                        |
| (352722)              | 2008 SQ243             | 29 septembre 2008     | Spacewatch                        |
| (352723)              | 2008 SO272             | 23 septembre 2008     | Mt. Lemmon Survey                 |
| (352724)              | 2008 SU281             | 23 septembre 2008     | Mt. Lemmon Survey                 |
| (352725)              | 2008 SV285             | 21 septembre 2008     | Spacewatch                        |
| (352726)              | 2008 SJ287             | 23 septembre 2008     | Spacewatch                        |
| (352727)              | 2008 SM288             | 24 septembre 2008     | Spacewatch                        |
| (352728)              | 2008 SU288             | 24 septembre 2008     | Spacewatch                        |
| (352729)              | 2008 SH289             | 25 septembre 2008     | Spacewatch                        |
| (352730)              | 2008 SX293             | 20 septembre 2008     | CSS                               |
| (352731)              | 2008 SC294             | 20 septembre 2008     | CSS                               |
| (352732)              | 2008 SK294             | 29 août 2008          | Lulin                             |
| (352733)              | 2008 SK300             | 23 septembre 2008     | Spacewatch                        |
| (352734)              | 2008 SG301             | 23 septembre 2008     | Spacewatch                        |
| (352735)              | 2008 SQ301             | 23 septembre 2008     | LINEAR                            |
| (352736)              | 2008 SC304             | 24 septembre 2008     | Mt. Lemmon Survey                 |
| (352737)              | 2008 TQ16              | 1er octobre 2008      | Mt. Lemmon Survey                 |
| (352738)              | 2008 TY20              | 1er octobre 2008      | Mt. Lemmon Survey                 |
| (352739)              | 2008 TJ56              | 2 octobre 2008        | Spacewatch                        |
| (352740)              | 2008 TC62              | 2 octobre 2008        | CSS                               |
| (352741)              | 2008 TF64              | 2 octobre 2008        | Spacewatch                        |
| (352742)              | 2008 TO67              | 2 octobre 2008        | Spacewatch                        |
| (352743)              | 2008 TW71              | 2 octobre 2008        | Spacewatch                        |
| (352744)              | 2008 TT82              | 3 octobre 2008        | OAM                               |
| (352745)              | 2008 TS98              | 6 octobre 2008        | Spacewatch                        |
| (352746)              | 2008 TX101             | 6 octobre 2008        | Spacewatch                        |
| (352747)              | 2008 TW104             | 8 décembre 2005       | Spacewatch                        |
| (352748)              | 2008 TS111             | 6 octobre 2008        | CSS                               |
| (352749)              | 2008 TB117             | 6 octobre 2008        | Mt. Lemmon Survey                 |
| (352750)              | 2008 TO117             | 6 octobre 2008        | Spacewatch                        |
| (352751)              | 2008 TY120             | 7 octobre 2008        | Mt. Lemmon Survey                 |
| (352752)              | 2008 TP121             | 7 octobre 2008        | Spacewatch                        |
| (352753)              | 2008 TN139             | 8 octobre 2008        | Mt. Lemmon Survey                 |
| (352754)              | 2008 TG150             | 9 octobre 2008        | Mt. Lemmon Survey                 |
| (352755)              | 2008 TF162             | 2 octobre 2008        | Spacewatch                        |
| (352756)              | 2008 TD167             | 8 octobre 2008        | Mt. Lemmon Survey                 |
| (352757)              | 2008 TH175             | 8 octobre 2008        | Spacewatch                        |
| (352758)              | 2008 TY177             | 1er octobre 2008      | CSS                               |
| (352759)              | 2008 TC182             | 1er octobre 2008      | CSS                               |
| (352760) Tesorero     | 2008 UR4               | 24 octobre 2008       | La Canada                         |
| (352761)              | 2008 UL5               | 25 octobre 2008       | LINEAR                            |
| (352762)              | 2008 UW6               | 24 octobre 2008       | CSS                               |
| (352763)              | 2008 UJ7               | 6 septembre 2008      | Siding Spring Survey              |
| (352764)              | 2008 UF15              | 18 octobre 2008       | Spacewatch                        |
| (352765)              | 2008 UY16              | 18 octobre 2008       | Spacewatch                        |
| (352766)              | 2008 UQ24              | 20 octobre 2008       | Spacewatch                        |
| (352767)              | 2008 UD25              | 20 octobre 2008       | Mt. Lemmon Survey                 |
| (352768)              | 2008 UN32              | 20 octobre 2008       | Spacewatch                        |
| (352769)              | 2008 UV34              | 20 octobre 2008       | Spacewatch                        |
| (352770)              | 2008 UU41              | 20 octobre 2008       | Spacewatch                        |
| (352771)              | 2008 US48              | 20 octobre 2008       | Spacewatch                        |
| (352772)              | 2008 UO49              | 20 octobre 2008       | Mt. Lemmon Survey                 |
| (352773)              | 2008 UR54              | 20 octobre 2008       | Mt. Lemmon Survey                 |
| (352774)              | 2008 UB58              | 21 octobre 2008       | Spacewatch                        |
| (352775)              | 2008 UE70              | 21 octobre 2008       | Mt. Lemmon Survey                 |
| (352776)              | 2008 UA72              | 21 octobre 2008       | Spacewatch                        |
| (352777)              | 2008 UL72              | 21 octobre 2008       | Mt. Lemmon Survey                 |
| (352778)              | 2008 UP74              | 21 octobre 2008       | Spacewatch                        |
| (352779)              | 2008 UA78              | 21 octobre 2008       | Spacewatch                        |
| (352780)              | 2008 UE80              | 22 octobre 2008       | Spacewatch                        |
| (352781)              | 2008 UT90              | 24 octobre 2008       | Mt. Lemmon Survey                 |
| (352782)              | 2008 UE97              | 1er décembre 2005     | Buie, M. W.                       |
| (352783)              | 2008 UT97              | 26 octobre 2008       | LINEAR                            |
| (352784)              | 2008 UH112             | 22 octobre 2008       | Spacewatch                        |
| (352785)              | 2008 US114             | 22 octobre 2008       | Spacewatch                        |
| (352786)              | 2008 UP123             | 22 octobre 2008       | Spacewatch                        |
| (352787)              | 2008 UP124             | 22 octobre 2008       | Spacewatch                        |
| (352788)              | 2008 UN141             | 23 octobre 2008       | Spacewatch                        |
| (352789)              | 2008 UB148             | 23 octobre 2008       | Spacewatch                        |
| (352790)              | 2008 UT164             | 24 octobre 2008       | Spacewatch                        |
| (352791)              | 2008 UR179             | 24 octobre 2008       | Spacewatch                        |
| (352792)              | 2008 UB187             | 24 octobre 2008       | Spacewatch                        |
| (352793)              | 2008 UF189             | 25 octobre 2008       | Mt. Lemmon Survey                 |
| (352794)              | 2008 UR197             | 27 octobre 2008       | Spacewatch                        |
| (352795)              | 2008 UZ198             | 27 octobre 2008       | LINEAR                            |
| (352796)              | 2008 UD199             | 27 octobre 2008       | LINEAR                            |
| (352797)              | 2008 UR204             | 27 octobre 2008       | LINEAR                            |
| (352798)              | 2008 UF213             | 24 octobre 2008       | CSS                               |
| (352799)              | 2008 UM216             | 24 octobre 2008       | Spacewatch                        |
| (352800)              | 2008 UR218             | 25 octobre 2008       | Spacewatch                        |

### 352801-352900
| Nom               | Désignation provisoire | Date de la découverte | Découvreur        |
| ----------------- | ---------------------- | --------------------- | ----------------- |
| (352801)          | 2008 UW218             | 25 octobre 2008       | Spacewatch        |
| (352802)          | 2008 UK223             | 25 octobre 2008       | Spacewatch        |
| (352803)          | 2008 UF236             | 26 octobre 2008       | Spacewatch        |
| (352804)          | 2008 UB241             | 26 octobre 2008       | Spacewatch        |
| (352805)          | 2008 UV242             | 26 octobre 2008       | Mt. Lemmon Survey |
| (352806)          | 2008 US245             | 26 octobre 2008       | Spacewatch        |
| (352807)          | 2008 UW257             | 27 octobre 2008       | Spacewatch        |
| (352808)          | 2008 UR263             | 27 octobre 2008       | Spacewatch        |
| (352809)          | 2008 UO277             | 28 octobre 2008       | Mt. Lemmon Survey |
| (352810)          | 2008 UD281             | 23 octobre 2008       | Spacewatch        |
| (352811)          | 2008 UV282             | 28 octobre 2008       | Mt. Lemmon Survey |
| (352812)          | 2008 UG284             | 28 octobre 2008       | Mt. Lemmon Survey |
| (352813)          | 2008 UL285             | 28 octobre 2008       | Spacewatch        |
| (352814)          | 2008 UJ287             | 28 octobre 2008       | Mt. Lemmon Survey |
| (352815)          | 2008 UP287             | 28 octobre 2008       | Mt. Lemmon Survey |
| (352816)          | 2008 US291             | 29 octobre 2008       | Spacewatch        |
| (352817)          | 2008 UZ301             | 29 septembre 2008     | Spacewatch        |
| (352818)          | 2008 UQ310             | 30 octobre 2008       | CSS               |
| (352819)          | 2008 UQ312             | 30 octobre 2008       | Spacewatch        |
| (352820)          | 2008 UY313             | 30 octobre 2008       | Mt. Lemmon Survey |
| (352821)          | 2008 UX324             | 31 octobre 2008       | Spacewatch        |
| (352822)          | 2008 UZ326             | 31 octobre 2008       | Mt. Lemmon Survey |
| (352823)          | 2008 UC330             | 31 octobre 2008       | Spacewatch        |
| (352824)          | 2008 UA331             | 31 octobre 2008       | Mt. Lemmon Survey |
| (352825)          | 2008 UL340             | 23 octobre 2008       | Spacewatch        |
| (352826)          | 2008 UH343             | 24 octobre 2008       | CSS               |
| (352827)          | 2008 UG350             | 21 octobre 2008       | Spacewatch        |
| (352828)          | 2008 UK351             | 27 octobre 2008       | Spacewatch        |
| (352829)          | 2008 UU355             | 27 octobre 2008       | Mt. Lemmon Survey |
| (352830)          | 2008 UX355             | 29 octobre 2008       | Spacewatch        |
| (352831)          | 2008 US368             | 25 octobre 2008       | Mt. Lemmon Survey |
| (352832)          | 2008 UE370             | 20 octobre 2008       | Spacewatch        |
| (352833)          | 2008 VN2               | 7 août 2008           | Spacewatch        |
| (352834) Malaga   | 2008 VN4               | 6 novembre 2008       | Malaga            |
| (352835)          | 2008 VR13              | 6 novembre 2008       | Ondrejov          |
| (352836)          | 2008 VU14              | 10 novembre 2008      | OAM               |
| (352837)          | 2008 VU16              | 1er novembre 2008     | Spacewatch        |
| (352838)          | 2008 VO50              | 4 novembre 2008       | CSS               |
| (352839)          | 2008 VK68              | 7 novembre 2008       | Mt. Lemmon Survey |
| (352840)          | 2008 VS68              | 8 novembre 2008       | Mt. Lemmon Survey |
| (352841)          | 2008 VR72              | 8 novembre 2008       | Mt. Lemmon Survey |
| (352842)          | 2008 VX72              | 1er novembre 2008     | Mt. Lemmon Survey |
| (352843)          | 2008 VO73              | 6 novembre 2008       | Mt. Lemmon Survey |
| (352844)          | 2008 VW75              | 8 novembre 2008       | Mt. Lemmon Survey |
| (352845)          | 2008 VN78              | 7 novembre 2008       | Mt. Lemmon Survey |
| (352846)          | 2008 WY11              | 18 novembre 2008      | CSS               |
| (352847)          | 2008 WB22              | 3 décembre 2004       | Hug, G.           |
| (352848)          | 2008 WX22              | 18 novembre 2008      | CSS               |
| (352849)          | 2008 WT24              | 18 novembre 2008      | CSS               |
| (352850)          | 2008 WE25              | 18 novembre 2008      | CSS               |
| (352851)          | 2008 WF31              | 19 novembre 2008      | Mt. Lemmon Survey |
| (352852)          | 2008 WO40              | 17 novembre 2008      | Spacewatch        |
| (352853)          | 2008 WZ60              | 20 novembre 2008      | LINEAR            |
| (352854)          | 2008 WO62              | 21 novembre 2008      | Mt. Lemmon Survey |
| (352855)          | 2008 WG66              | 18 novembre 2008      | CSS               |
| (352856)          | 2008 WK67              | 18 novembre 2008      | Spacewatch        |
| (352857)          | 2008 WB84              | 20 novembre 2008      | Spacewatch        |
| (352858)          | 2008 WV84              | 20 novembre 2008      | Spacewatch        |
| (352859)          | 2008 WX85              | 20 novembre 2008      | Spacewatch        |
| (352860) Monflier | 2008 WY96              | 30 novembre 2008      | Ory, M.           |
| (352861)          | 2008 WB98              | 19 novembre 2008      | CSS               |
| (352862)          | 2008 WU109             | 30 novembre 2008      | Spacewatch        |
| (352863)          | 2008 WT112             | 28 septembre 2000     | Spacewatch        |
| (352864)          | 2008 WF115             | 30 novembre 2008      | Mt. Lemmon Survey |
| (352865)          | 2008 WP116             | 30 novembre 2008      | Spacewatch        |
| (352866)          | 2008 WK121             | 30 novembre 2008      | Spacewatch        |
| (352867)          | 2008 WA125             | 19 novembre 2008      | Mt. Lemmon Survey |
| (352868)          | 2008 WG139             | 30 novembre 2008      | LINEAR            |
| (352869)          | 2008 WL140             | 18 novembre 2008      | CSS               |
| (352870)          | 2008 XD4               | 2 décembre 2008       | LINEAR            |
| (352871)          | 2008 XJ8               | 1er décembre 2008     | CSS               |
| (352872)          | 2008 XO30              | 1er décembre 2008     | Spacewatch        |
| (352873)          | 2008 XY31              | 22 octobre 2008       | Spacewatch        |
| (352874)          | 2008 XF34              | 2 décembre 2008       | Spacewatch        |
| (352875)          | 2008 XO43              | 2 décembre 2008       | Spacewatch        |
| (352876)          | 2008 XR43              | 2 décembre 2008       | Spacewatch        |
| (352877)          | 2008 XU47              | 4 décembre 2008       | Mt. Lemmon Survey |
| (352878)          | 2008 XX48              | 4 décembre 2008       | Mt. Lemmon Survey |
| (352879)          | 2008 XK52              | 16 septembre 2003     | Spacewatch        |
| (352880)          | 2008 YH3               | 22 décembre 2008      | LINEAR            |
| (352881)          | 2008 YO3               | 21 décembre 2008      | Hormuth, F.       |
| (352882)          | 2008 YO4               | 22 décembre 2008      | Kugel, F.         |
| (352883)          | 2008 YJ9               | 23 décembre 2008      | Kugel, F.         |
| (352884)          | 2008 YZ10              | 20 décembre 2008      | Mt. Lemmon Survey |
| (352885)          | 2008 YJ13              | 21 décembre 2008      | Mt. Lemmon Survey |
| (352886)          | 2008 YT20              | 21 décembre 2008      | Mt. Lemmon Survey |
| (352887)          | 2008 YP32              | 30 décembre 2008      | Sarneczky, K.     |
| (352888)          | 2008 YQ34              | 31 décembre 2008      | Bickel, W.        |
| (352889)          | 2008 YF35              | 22 décembre 2008      | Mt. Lemmon Survey |
| (352890)          | 2008 YJ37              | 22 décembre 2008      | Spacewatch        |
| (352891)          | 2008 YQ41              | 29 décembre 2008      | Spacewatch        |
| (352892)          | 2008 YD48              | 29 décembre 2008      | Mt. Lemmon Survey |
| (352893)          | 2008 YR50              | 29 décembre 2008      | Mt. Lemmon Survey |
| (352894)          | 2008 YA53              | 29 décembre 2008      | Mt. Lemmon Survey |
| (352895)          | 2008 YW54              | 20 octobre 2003       | Spacewatch        |
| (352896)          | 2008 YK62              | 30 décembre 2008      | Mt. Lemmon Survey |
| (352897)          | 2008 YP66              | 30 décembre 2008      | Mt. Lemmon Survey |
| (352898)          | 2008 YL71              | 29 décembre 2008      | Spacewatch        |
| (352899)          | 2008 YL76              | 30 décembre 2008      | Mt. Lemmon Survey |
| (352900)          | 2008 YQ84              | 31 décembre 2008      | Spacewatch        |

### 352901-353000
| Nom      | Désignation provisoire | Date de la découverte | Découvreur             |
| -------- | ---------------------- | --------------------- | ---------------------- |
| (352901) | 2008 YW96              | 29 décembre 2008      | Mt. Lemmon Survey      |
| (352902) | 2008 YV101             | 29 décembre 2008      | Spacewatch             |
| (352903) | 2008 YB102             | 29 décembre 2008      | Spacewatch             |
| (352904) | 2008 YX103             | 3 juillet 2003        | Spacewatch             |
| (352905) | 2008 YF106             | 29 décembre 2008      | Spacewatch             |
| (352906) | 2008 YW106             | 29 décembre 2008      | Spacewatch             |
| (352907) | 2008 YH109             | 29 décembre 2008      | Spacewatch             |
| (352908) | 2008 YV114             | 29 décembre 2008      | Spacewatch             |
| (352909) | 2008 YD121             | 30 décembre 2008      | Spacewatch             |
| (352910) | 2008 YQ122             | 30 décembre 2008      | Spacewatch             |
| (352911) | 2008 YF124             | 30 décembre 2008      | Spacewatch             |
| (352912) | 2008 YY135             | 30 décembre 2008      | Spacewatch             |
| (352913) | 2008 YW138             | 30 décembre 2008      | Mt. Lemmon Survey      |
| (352914) | 2008 YH139             | 30 décembre 2008      | Spacewatch             |
| (352915) | 2008 YA142             | 30 décembre 2008      | Spacewatch             |
| (352916) | 2008 YB145             | 30 décembre 2008      | Spacewatch             |
| (352917) | 2008 YJ145             | 30 décembre 2008      | Spacewatch             |
| (352918) | 2008 YX153             | 21 décembre 2008      | CSS                    |
| (352919) | 2008 YM157             | 23 décembre 2008      | Sarneczky, K.          |
| (352920) | 2008 YS157             | 29 décembre 2008      | Mt. Lemmon Survey      |
| (352921) | 2008 YX159             | 22 décembre 2008      | Mt. Lemmon Survey      |
| (352922) | 2008 YF165             | 31 décembre 2008      | CSS                    |
| (352923) | 2008 YA167             | 19 décembre 2008      | LINEAR                 |
| (352924) | 2008 YR167             | 22 décembre 2008      | Mt. Lemmon Survey      |
| (352925) | 2008 YL169             | 30 décembre 2008      | Mt. Lemmon Survey      |
| (352926) | 2008 YG170             | 22 décembre 2008      | Spacewatch             |
| (352927) | 2008 YG171             | 28 décembre 2008      | LINEAR                 |
| (352928) | 2009 AK2               | 6 janvier 2009        | Birtwhistle, P.        |
| (352929) | 2009 AK13              | 2 janvier 2009        | Mt. Lemmon Survey      |
| (352930) | 2009 AA25              | 3 janvier 2009        | Spacewatch             |
| (352931) | 2009 AR26              | 2 janvier 2009        | Spacewatch             |
| (352932) | 2009 AX27              | 2 janvier 2009        | Spacewatch             |
| (352933) | 2009 AU28              | 8 janvier 2009        | Spacewatch             |
| (352934) | 2009 AJ30              | 1er janvier 2009      | Spacewatch             |
| (352935) | 2009 AJ33              | 15 janvier 2009       | Spacewatch             |
| (352936) | 2009 AG36              | 15 janvier 2009       | Spacewatch             |
| (352937) | 2009 AM36              | 15 janvier 2009       | Spacewatch             |
| (352938) | 2009 AJ44              | 3 janvier 2009        | Mt. Lemmon Survey      |
| (352939) | 2009 AY44              | 2 janvier 2009        | CSS                    |
| (352940) | 2009 AJ45              | 15 janvier 2009       | Spacewatch             |
| (352941) | 2009 AL45              | 15 janvier 2009       | Spacewatch             |
| (352942) | 2009 AT49              | 20 décembre 2004      | Mt. Lemmon Survey      |
| (352943) | 2009 BB7               | 23 novembre 2008      | Mt. Lemmon Survey      |
| (352944) | 2009 BS7               | 2 mai 2006            | Mt. Lemmon Survey      |
| (352945) | 2009 BL10              | 21 janvier 2009       | Schwab, E.             |
| (352946) | 2009 BP11              | 20 janvier 2009       | LINEAR                 |
| (352947) | 2009 BU12              | 21 janvier 2009       | LINEAR                 |
| (352948) | 2009 BM13              | 22 janvier 2009       | LINEAR                 |
| (352949) | 2009 BJ15              | 16 janvier 2009       | Mt. Lemmon Survey      |
| (352950) | 2009 BA17              | 17 janvier 2009       | CSS                    |
| (352951) | 2009 BC20              | 16 janvier 2009       | Mt. Lemmon Survey      |
| (352952) | 2009 BU22              | 1er janvier 2009      | Mt. Lemmon Survey      |
| (352953) | 2009 BA24              | 2 novembre 2007       | CSS                    |
| (352954) | 2009 BB24              | 17 janvier 2009       | Spacewatch             |
| (352955) | 2009 BS27              | 16 janvier 2009       | Spacewatch             |
| (352956) | 2009 BJ35              | 16 janvier 2009       | Spacewatch             |
| (352957) | 2009 BM35              | 16 janvier 2009       | Spacewatch             |
| (352958) | 2009 BC36              | 16 janvier 2009       | Spacewatch             |
| (352959) | 2009 BP38              | 16 janvier 2009       | Spacewatch             |
| (352960) | 2009 BT40              | 16 janvier 2009       | Spacewatch             |
| (352961) | 2009 BE41              | 16 janvier 2009       | Spacewatch             |
| (352962) | 2009 BX45              | 16 janvier 2009       | Spacewatch             |
| (352963) | 2009 BA46              | 16 janvier 2009       | Spacewatch             |
| (352964) | 2009 BG48              | 16 janvier 2009       | Mt. Lemmon Survey      |
| (352965) | 2009 BN48              | 16 janvier 2009       | Spacewatch             |
| (352966) | 2009 BS48              | 16 janvier 2009       | Spacewatch             |
| (352967) | 2009 BG49              | 16 janvier 2009       | Mt. Lemmon Survey      |
| (352968) | 2009 BN54              | 16 janvier 2009       | Mt. Lemmon Survey      |
| (352969) | 2009 BQ54              | 16 janvier 2009       | Mt. Lemmon Survey      |
| (352970) | 2009 BF59              | 16 janvier 2009       | Mt. Lemmon Survey      |
| (352971) | 2009 BV61              | 18 janvier 2009       | Mt. Lemmon Survey      |
| (352972) | 2009 BG64              | 20 janvier 2009       | CSS                    |
| (352973) | 2009 BS64              | 20 janvier 2009       | CSS                    |
| (352974) | 2009 BV65              | 20 janvier 2009       | Spacewatch             |
| (352975) | 2009 BA67              | 20 janvier 2009       | Spacewatch             |
| (352976) | 2009 BB67              | 20 janvier 2009       | Spacewatch             |
| (352977) | 2009 BK67              | 20 janvier 2009       | Spacewatch             |
| (352978) | 2009 BA75              | 21 novembre 2008      | CSS                    |
| (352979) | 2009 BJ75              | 21 janvier 2009       | CSS                    |
| (352980) | 2009 BP75              | 23 janvier 2009       | PMO NEO Survey Program |
| (352981) | 2009 BQ76              | 27 janvier 2009       | PMO NEO Survey Program |
| (352982) | 2009 BO79              | 30 janvier 2009       | LINEAR                 |
| (352983) | 2009 BP82              | 20 janvier 2009       | CSS                    |
| (352984) | 2009 BN93              | 25 janvier 2009       | Spacewatch             |
| (352985) | 2009 BG95              | 26 janvier 2009       | Mt. Lemmon Survey      |
| (352986) | 2009 BA99              | 26 janvier 2009       | PMO NEO Survey Program |
| (352987) | 2009 BY99              | 28 janvier 2009       | CSS                    |
| (352988) | 2009 BF101             | 29 janvier 2009       | CSS                    |
| (352989) | 2009 BG103             | 30 janvier 2009       | Siding Spring Survey   |
| (352990) | 2009 BV103             | 25 janvier 2009       | Spacewatch             |
| (352991) | 2009 BU104             | 25 janvier 2009       | Spacewatch             |
| (352992) | 2009 BN108             | 29 janvier 2009       | Mt. Lemmon Survey      |
| (352993) | 2009 BR108             | 29 janvier 2009       | Mt. Lemmon Survey      |
| (352994) | 2009 BO111             | 28 janvier 2009       | CSS                    |
| (352995) | 2009 BZ111             | 29 janvier 2009       | Spacewatch             |
| (352996) | 2009 BV112             | 31 janvier 2009       | Mt. Lemmon Survey      |
| (352997) | 2009 BM116             | 29 janvier 2009       | Spacewatch             |
| (352998) | 2009 BC121             | 31 janvier 2009       | Spacewatch             |
| (352999) | 2009 BL125             | 31 janvier 2009       | Spacewatch             |
| (353000) | 2009 BQ125             | 28 janvier 2009       | Spacewatch             |

## Sources
- (en) Base de données du Centre des planètes mineures